# Torbiel samotna kości
Torbiel samotna kości (łac. cystis ossis solitaria, ang. unicameral bone cyst, simple bone cyst, SBC) – łagodna zmiana nowotworowa kości o charakterze guza osteolitycznego zbudowana z jednej jamy wypełnionej płynem.

## Epidemiologia
Torbiele samotne najczęściej ujawniają się u dzieci i młodych dorosłych. 80% pacjentów ma mniej niż 20 lat.

## Przyczyny
Istnieje wiele teorii dotyczących powstawania torbieli kostnych. Najczęściej wspomina się o 3 teoriach. 
1. Przyczyną jest niewielka ilość tkanki maziowej, która znalazła się wewnątrz tkanki kostnej w czasie życia płodowego lub w następstwie urazu. Powiększanie się torbieli przez lata wynika z sekrecji płynu, a w konsekwencji wzrostu ciśnienia wewnątrz cysty.[3]
2. Przyczyna związana jest z miejscowym zaburzeniem cyrkulacji oraz nieprawidłowym odpływem żylnym w szybko rosnącej kości.[4]
3. Powstanie torbieli jest wynikiem zaburzeń kostnienia w pobliżu chrząstki nasadowej w czasie szybkiego wzrostu.[5]

## Leczenie
Istnieje kilka metod leczenia. Głównym celem jest uniknięcie złamań patologicznych kości.
Najczęściej stosuje się operacyjne łyżeczkowanie guza i wypełnienie przeszczepami kości gąbczastej (auto- lub allogenicznej). Dodatkowo podaje się do wypełnionej już zmiany autogeniczny szpik kostny, bądź czynniki wzrostu otrzymane z krwi pacjenta. Zamiast przeszczepów kostnych stosuje się różne materiały takie jak: hydroksyapatyt czy bioaktywną ceramikę. Dodatkowo można dokonać kauteryzacji ścian torbieli etanolem, fenolem lub cynkiem.
Można również poprzez nakłucie zmiany usunąć zawarty w jamie płyn, a w to miejsce podać 80-200 mg metyloprednizolonu, jednakże ta metoda nie zawsze jest skuteczna.
Inną metodą, rzadziej stosowaną jest wielokrotne nawiercanie torbieli za pomocą wiertła, co ma spowodować samoczynne zarośnięcie torbieli.